# Carcelia olenensis
Carcelia olenensis är en tvåvingeart som beskrevs av Sellers 1943. Carcelia olenensis ingår i släktet Carcelia och familjen parasitflugor. Inga underarter finns listade i Catalogue of Life.